# Apomys insignis
Apomys insignis és una espècie de mamífer rosegador de la família dels múrids. Són rosegadors de petites dimensions, amb una llargada de cap a gropa de 71 a 123 mm i una cua de 115 a 176 mm. Poden arribar a pesar fins a 52 g. Es troba exclusivament a les illes Mindanao i Dinagat, a les Filipines. Viu en boscs primaris i secundaris entre 900 i 1.900 msnm. Actualment, la població d'aquesta espècie decreix.